# Polygonia balucha
Polygonia balucha är en fjärilsart som beskrevs av Evans 1932. Polygonia balucha ingår i släktet Polygonia och familjen praktfjärilar. Inga underarter finns listade i Catalogue of Life.